# Serra de Rodes
La serra de Roda és una serra situada als municipis de la Selva de Mar, Palau-saverdera i Roses a la comarca de l'Alt Empordà, amb una elevació màxima de 670 metres.
Al voltant de la defensa del patrimoni cultural de la Serra de Roda nasqué en 2012 el Centre d'Art i Cultura ARBAR (Associació per la Recerca Biocultural i Artística de Rodes).